# Michal Kováč

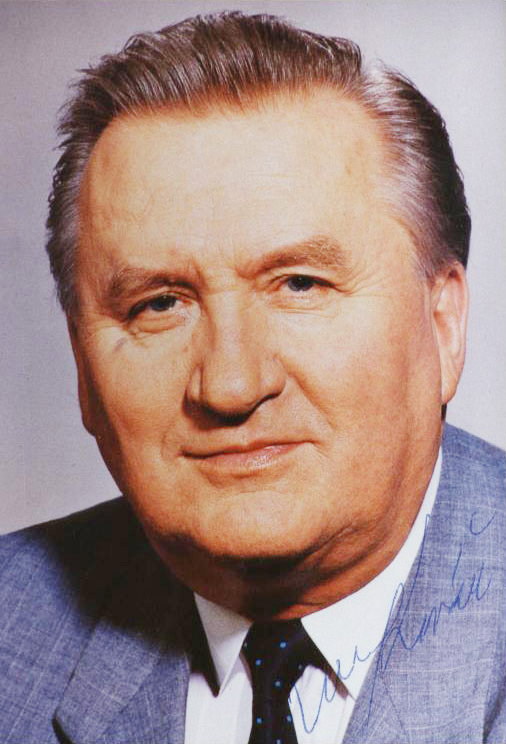
Michal Kováč

Michal Kováč (* 5. August 1930 in Ľubiša, Tschechoslowakei; † 5. Oktober 2016 in Bratislava, Slowakei) war ein slowakischer Politiker der ČSFR und nach Gründung der Slowakei von 1993 bis 1998 der erste Präsident des neuen Staates.

## Leben
Kováč arbeitete nach seinem Studium der Wirtschaftswissenschaften 1956 zuerst als Assistent an der Wirtschaftshochschule Bratislava, dann in einer Bank in Bratislava. 1965–66 hielt er Vorträge an einer Bankschule in Kuba, 1967–69 war er Sekretär der tschechoslowakischen Gewerbebank ŽB in London. 1969 wurde er in die Tschechoslowakei zurückberufen, aber in den Nachwehen des Prager Frühlings 1970 aus der Kommunistischen Partei ausgeschlossen. Danach arbeitete er bis 1989 als Bankangestellter in Bratislava.
1989 beteiligte sich Kováč aktiv an der Samtenen Revolution; im Dezember 1989 wurde er Finanzminister der slowakischen Teilrepublik der Tschechoslowakei und blieb dies bis zum 18. Mai 1991. Ab Juni 1990 war er Abgeordneter der Föderalversammlung der Tschechischen und Slowakischen Föderativen Republik. Am 26. Juni 1992 wurde er zum Vorsitzenden der Föderalversammlung gewählt und bekleidete dieses Amt bis zur Auflösung der Tschechoslowakei am 31. Dezember 1992.
Am 15. Februar 1993 wählte ihn das Parlament als Mitglied der stärksten Partei HZDS von Vladimír Mečiar zum ersten Präsidenten des neuen slowakischen Staates. Kováč war der Kompromisskandidat, nachdem der ursprüngliche Kandidat seiner Partei, Roman Kováč (die Namensgleichheit ist rein zufällig), nach mehrmaligen Wahldurchgängen das erforderliche Konsensquorum aufgrund des Vetos der Opposition nicht erfüllen konnte. Seine Inauguration erfolgte am 2. März 1993. Schon relativ bald geriet er in Konflikt mit Ministerpräsident Mečiar. Die Auseinandersetzungen zwischen beiden dauerten bis zum Ende von Kováčs Amtszeit an.
Im März 1993 hatte die Regierung Mečiar ihre parlamentarische Mehrheit verloren. Kováč hielt am 9. März 1994 die alljährliche Rede über den Zustand der Republik, in der er die Politik Mečiars und seinen konfrontativen Regierungsstil scharf kritisierte. In der Folge stellte die Opposition am 11. März mit einer knappen Mehrheit einen Misstrauensantrag und am 16. März ernannte Kováč eine neue Regierung unter Jozef Moravčík. Doch bei den Neuwahlen am 30. September/1. Oktober 1994 wurde Mečiars HZDS wieder stärkste Partei und Mečiar wieder Premierminister.
Ein spektakulärer Vorfall war im August 1995 die Entführung von Kováčs jüngerem Sohn Michal nach Österreich, wo ein Haftbefehl gegen ihn vorlag. Obwohl diese Aktion offenkundig die Absicht verfolgte, Michal Kováč senior zu diskreditieren, konnten die genauen Verantwortlichkeiten nie völlig aufgeklärt werden. Ein Hauptgrund dafür war eine Amnestie der Beteiligten, die Mečiar nach der Amtszeit des Präsidenten erließ, als er während der Vakanz des Präsidentenamtes vorübergehend selbst dieses Amt innehatte.
Kováč verbrachte seine letzten Lebensjahre in Bratislava und war zuletzt an der Parkinson-Krankheit erkrankt. Nach Jahren politischer Abstinenz schloss sich Kováč kurz vor der zweiten Runde der Präsidentschaftswahl in der Slowakei 2014 seinen beiden Nachfolgern an und empfahl die Wahl des sozialdemokratischen Premiers Robert Fico anstelle des politikunerfahrenen Unternehmers Andrej Kiska.